# Hefty Frigyes
Vitéz Hefty Frigyes Sándor (Pozsony, 1894. december 13. – Detroit, 1965. január 10.) az Osztrák–Magyar Légjáró Csapatok egyik legeredményesebb, 5 igazolt légi győzelmet elérő ászpilótája volt az első világháborúban. Ő volt az első pilóta a világtörténelemben, aki légi harc közben kényszerült égő repülőgépéből ejtőernyővel kiugrani, és sikeresen földet is ért.

## Élete
Evangélikus vallású családban született. Apja, dr. Hefty Frigyes, a Gyapjú Központ vezérigazgatója volt. Anyja, a tekintélyes nemesi származású saápi és mezőpeterdi Peterdy Mária (1869–1955) asszony volt. Anyai nagyszülei saápi és mezőpeterdi Peterdy Gábor (1817–1892) miniszteri tanácsos, az Osztrák Császári Vaskorona-rend lovagja, és Horváth Paula voltak. Már kora ifjúságától kezdve szenvedélyesen érdeklődött a repülés iránt. Az 1900-as évek elején Dedek–Egyed Ferenc asztalosmesterrel közösen több siklógépet (akkori közkeletű nevén planeurt) épített, amelyekkel 1907-ben a Sas-hegyről végeztek repülési kísérleteket.
1909-ben, alig 15 évesen nagy hatással volt rá Louis Blériot budapesti repülőbemutatója, és ezt követően ideje jelentős részét a rákosmezei repülőtéren található hangároknál töltötte, ahol Székely Mihály konstruktőr segédjeként tevékenykedett. Repülés iránti elkötelezettsége miatt még a középiskolai tanulmányait is félbeszakította, így nem tett érettségi vizsgát.
Az Árpád Gimnázium tanulója volt, ahol 1909-ben a IV.a, majd 1910-ben a IV. osztályba járt, de tanulmányait nem fejezte be. Az első világháború 1914-es kitörésekor önként jelentkezett a hadseregbe. Alapkiképzését követően pilótakiképzésre került, amelyet 1915 májusában sikeresen befejezett. Később, 1922-ben, az iskola értesítője már úgy említi, mint az „intézet ifjúsága között világhírnevet szerzett lánzséri Vitéz Hefty Frigyes tábori pilótát”.
A pilótavizsga letétele után az olasz frontra vezényelték, a Sankt Veit an der Glan melletti reptéren állomásozó Flik 12 (12. repülőszázad) kötelékébe. Szolgálatának megkezdése után nem sokkal repülőbalesetet szenvedett, amely miatt egy ideig kórházi ápolásra szorult. 1915. október 15-én teljesítette 12. bevetését ellenséges terület felett, amivel kiérdemelte a tábori pilóta jelvényt. Százada ekkor már az Aisovizza melletti repülőtérre települt át.
1915. október 7-én egy bevetés során, az erős légvédelmi tűz ellenére, pontosan irányította saját tüzérségét, amelynek segítségével sikerült megsemmisíteni egy olasz tüzérségi állást. Az akció során Hefty és megfigyelőtisztje, Adam Sapieha-Kodenski főhadnagy is megsebesült. Albatros B.I típusú repülőgépük olyan súlyos sérüléseket szenvedett, hogy Hefty csak kényszerleszállással tudott visszatérni. November 19-én Cervignano városát bombázta. 1915 decemberében hastífusz miatt kórházi kezelésre szorult, ahol három hetet töltött. 1916. március 27-én sikeres bombatámadást hajtott végre a Piave folyó hídjai ellen. 1916 őszén a hátországba vezényelték, ahol Bécsben, az asperni repülőtéren új fejlesztésű repülőgépek tesztelésében vett részt.
1917 áprilisában a román frontra helyezték át, a Flik 44F (44. távolfelderítő század) állományába. Itt léptették elő 1917. július 10-én törzsőrmesterré. Ezen a hadszíntéren aratta első igazolt légi győzelmét: augusztus 23-án Aknavásár körzetében lelőtt egy kétüléses Farman típusú ellenséges repülőgépet. 1917 októberében visszavezényelték az isonzói frontra, a Prosecco mellett állomásozó Flik 42J (42. vadászrepülő-század) kötelékébe. A 12. isonzói csata (1917. október 24. – november 7.) harcai során, október 27-én Aviatik D.I típusú vadászgépével lelőtt egy azonosítatlan típusú ellenséges repülőgépet Doberdò del Lago térségében. Századánál szoros barátságot kötött az egység más kiemelkedő pilótáival, Risztics Jánossal és Udvardy Nándorral. Miután mindhármukat kitüntették az Arany Vitézségi Éremmel, bajtársaik gyakran az „arany triumvirátus” néven emlegették őket.
1918. április 17-én a Montello-hegy fölötti légi harcban földre kényszerített egy Sopwith Camel típusú brit vadászgépet. A második piavei csatában (1918. június 15–22.), június 16-án jelentett egy Nieuport vadászgép, 17-én pedig egy Caproni bombázó lelövését, azonban ezeket a légi győzelmeit hivatalosan nem igazolták. Június 20-án viszont két igazolt győzelmet is aratott: előbb egy azonosítatlan típusú, kétüléses ellenséges repülőgépet, majd egy órával később egy olasz SAML felderítőgépet semmisített meg. Ezenfelül Hefty jelentette egy Hanriot típusú vadászgép lelövését is ezen a napon, azonban ezt a győzelmét sem ismerték el hivatalosan.
1918. augusztus 22-én egy bevetésre indult, és ez alkalommal már viselt ejtőernyőt. Hat Albatros D.III (Oef) vadászgépből álló kötelékük egy francia és amerikai pilótákból álló vadászkötelékkel került heves légi harcba. Miközben Hefty az ejtőernyő hevederzetével volt elfoglalva (vélhetően annak kényelmetlensége miatt igazgatta), egy ellenséges géppuskasorozat eltalálta gépének üzemanyagtartályát, amely ennek következtében kigyulladt. Hefty kénytelen volt repülőgépéből kiugrani; az ejtőernyő sikeresen megmentette az életét, földet éréskor csupán a bokája ficamodott ki. Ezzel az ugrással Hefty Frigyes lett (a korabeli feljegyzések és a későbbi kutatások szerint) az első pilóta a repüléstörténetben, aki légi harc során kényszerült ejtőernyővel elhagyni égő repülőgépét, és sikeresen földet ért.
Az első világháború során összesen 383 bevetést teljesített. A fegyverszünetet követően visszatért Magyarországra, és a Magyarországi Tanácsköztársaság idején a Vörös Légierő kötelékében, annak 8. repülőszázadában harcolt a Tanácsköztársaság ellen fellépő csehszlovák és román intervenciós haderők ellen. A harcok befejeződése után egy ideig a szegedi postajárat pilótájaként dolgozott, majd külföldön vállalt munkát: előbb Svájcban, később pedig a CFRNA (Compagnie Franco-Roumaine de Navigation Aérienne) francia–román légitársaságnál, amely a későbbi Air France egyik elődvállalata volt. 1922-ben Mátyásföld repülőterén ő végezte a magyar FEIRO repülőgépgyár "Dongó" nevű sportrepülőgép-prototípusának berepülését. Aktív szerepet vállalt a magyar repülősport újjászervezésében, több repülőklubnak, köztük a gödöllői Icarus klubnak is alapító tagja volt. Az 1920-as és 30-as években szenvedélyesen foglalkozott vitorlázórepüléssel, ezen a területen országos időtartamrekordot is felállított.
A második világháború alatt reaktiválták, és a Magyar Királyi Honvéd Légierő állományába került. 1942. március 1-jén zászlóssá, majd 1942. július 1-jén hadnaggyá léptették elő. A Honvédelmi Minisztérium kötelékében tisztviselőként szolgált, kezdetben a szertár állományában, később haditudósítóként tevékenykedett. A háború végén főhadnagyi rendfokozatban esett amerikai fogságba. A háború után, a Magyarországon kiépülő kommunista rendszer miatt 1950-ben az Amerikai Egyesült Államokba emigrált. Detroitban telepedett le, és ott élt egészen 1965. január 10-én bekövetkezett haláláig.

## Művei
- Repülők előre! József főherceg előszavával. Budapest: Franklin Nyomda, 1940.
- Mégis repülünk. Budapest, 1942.

## Kitüntetései
- Arany Vitézségi Érem (háromszor)
- Ezüst Vitézségi Érem I. osztály (kétszer)
- Ezüst Vitézségi Érem II. osztály (kétszer)
- Bronz Vitézségi Érem (kétszer)
- Magyar Ezüst Érdemkereszt
- Károly-csapatkereszt
- Sebesültek Érme (három sebesülést jelző sávval)

## Hivatalos légi győzelmei
| Sorszám | Dátum               | Egység   | Repülőgép             | Ellenfél                                   |
| ------- | ------------------- | -------- | --------------------- | ------------------------------------------ |
| 1       | 1917. augusztus 23. | Flik 44F | Hansa-Brandenburg C.I | Farman                                     |
| 2       | 1917. október 27.   | Flik 42J | Hansa-Brandenburg D.I | EA (Enemy Aircraft - Ellenséges repülőgép) |
| 3       | 1918. április 17.   | Flik 42J | Albatros D.III        | Sopwith Camel                              |
| 4       | 1918. június 20.    | Flik 42J | Albatros D.III        | Two-Seater (Kétüléses repülőgép)           |
| 5       | 1918. június 20.    | Flik 42J | Albatros D.III        | Two-Seater (Kétüléses repülőgép)           |

## Külső hivatkozások
- Friedrich Hefty (biography and victories) (angol nyelven). The Aerodrome.com. (Hozzáférés: 2010. december 7.)